# Boppeus lagrioides
Boppeus lagrioides är en skalbaggsart som beskrevs av Jean François Villiers 1982. Boppeus lagrioides ingår i släktet Boppeus och familjen långhorningar.
Artens utbredningsområde är Madagaskar. Inga underarter finns listade.